# Cernotina ohio
Cernotina ohio är en nattsländeart som beskrevs av Ross 1939. Cernotina ohio ingår i släktet Cernotina och familjen fångstnätnattsländor. Inga underarter finns listade i Catalogue of Life.